# Tinodon
Tinodon — вимерлий рід ссавців, що жив 155–140.2 мільйона років тому (оксфордсько-беріаський період), який був знайдений у формації Моррісон (Сполучені Штати), формації Алкобаса (Португалія) і формації Лулворт (Англія). Його спорідненість невизначена, нещодавно виявлена як ближча до теріан, ніж до евтриконодонтів, але менше, ніж до алотерій. Відомі два види: T. bellus (Marsh, 1879) і T. micron (Ensom & Sigogneau-Russell, 2000).